# Zanna westwoodi
Zanna westwoodi är en insektsart som beskrevs av Metcalf 1947. Zanna westwoodi ingår i släktet Zanna och familjen lyktstritar. Inga underarter finns listade i Catalogue of Life.